# Asiatische Schach-Mannschaftsmeisterschaft
Die asiatische Mannschaftsmeisterschaft war ein Schachturnier, das zum ersten Mal im Jahr 1974 in Penang ausgetragen wurde.

## Sieger
|     |      |                   | Mannschaften        | Mannschaften        | Mannschaften | Mannschaften |
| Nr. | Jahr | Stadt             | Platz 1             | Platz 2             | Platz 3      | Anzahl       |
| --- | ---- | ----------------- | ------------------- | ------------------- | ------------ | ------------ |
| 1   | 1974 | Penang            | Philippinen         | Australien          | Indonesien   | 8            |
| 2   | 1977 | Auckland          | Philippinen         | Volksrepublik China | Indonesien   | 10           |
| 3   | 1979 | Singapur          | Philippinen         | Volksrepublik China | Indonesien   | 16           |
| 4   | 1981 | Hangzhou          | Philippinen         | Volksrepublik China | Australien   | 12           |
| 5   | 1983 | Neu-Delhi         | Volksrepublik China | Philippinen         | Indien       | 10           |
| 6   | 1986 | Dubai             | Philippinen         | Indien              | Indonesien   | 17           |
| 7   | 1987 | Singapur          | Volksrepublik China | Indonesien          | Singapur     | 14           |
| 8   | 1989 | Genting Highlands | Volksrepublik China | Indonesien          | Indien       | 16           |
| 9   | 1991 | Penang            | Volksrepublik China | Philippinen         | Indonesien   | 18           |
| 10  | 1993 | Kuala Lumpur      | Kasachstan          | Usbekistan          | Philippinen  | 19           |
| 11  | 1995 | Singapur          | Philippinen         | Volksrepublik China | Usbekistan   | 20           |
| 12  | 1999 | Shenyang          | Usbekistan          | Kasachstan          | Indien       | 16           |
| 13  | 2003 | Jodhpur           | Volksrepublik China | Indien              | Indien 3     | 13           |
| 14  | 2005 | Isfahan           | Indien              | Vietnam             | Iran         | 6            |
| 15  | 2008 | Visakhapatnam     | Volksrepublik China | Indien              | Vietnam      | 8            |
| 16  | 2009 | Kalkutta          | Indien              | Vietnam             | Iran         | 10           |
| 17  | 2012 | Zaozhuang         | Volksrepublik China | Indien              | Vietnam      | 14           |
| 18  | 2014 | Täbris            | Volksrepublik China | Indien              | Vietnam      | 10           |
| 19  | 2016 | Abu Dhabi         | Indien              | Volksrepublik China | Kasachstan   | 22           |

## Sieger der Frauen
|     |      |               | Mannschaften        | Mannschaften          | Mannschaften | Mannschaften |
| Nr. | Jahr | Stadt         | Platz 1             | Platz 2               | Platz 3      | Anzahl       |
| --- | ---- | ------------- | ------------------- | --------------------- | ------------ | ------------ |
| 1   | 1995 | Singapur      | Volksrepublik China | Vietnam               | Kasachstan   | 12           |
| 2   | 1999 | Shenyang      | Volksrepublik China | Volksrepublik China 2 | Indien       | 6            |
| 3   | 2003 | Jodhpur       | Volksrepublik China | Vietnam               | Indien       | 12           |
| 4   | 2005 | Isfahan       | Vietnam             | Indien                | Iran 2       | 4            |
| 5   | 2008 | Visakhapatnam | Volksrepublik China | Indien                | Vietnam      | 8            |
| 6   | 2009 | Kalkutta      | Vietnam             | Indien                | Iran         | 9            |
| 7   | 2012 | Zaozhuang     | Volksrepublik China | Indien                | Vietnam      | 10           |
| 8   | 2014 | Täbris        | Volksrepublik China | Indien                | Iran         | 6            |
| 9   | 2016 | Abu Dhabi     | Volksrepublik China | Usbekistan            | Kasachstan   | 10           |

### Asian Team Chess Championship
- 1st Asian Team Chess Championship: Penang 1974
- 2nd Asian Team Chess Championship: Auckland 1977
- 3rd Asian Team Chess Championship: Singapore 1979
- 4th Asian Team Chess Championship: Hangzhou 1981
- 5th Asian Team Chess Championship: New Delhi 1983
- 6th Asian Team Chess Championship: Dubai 1986
- 7th Asian Team Chess Championship: Singapore 1987
- 8th Asian Team Chess Championship: Genting Highlands 1989
- 9th Asian Team Chess Championship: Penang 1991
- 10th Asian Team Chess Championship: Kuala Lumpur 1993
- 11th Asian Team Chess Championship: Singapore 1995
- 12th Asian Team Chess Championship: Shenyang 1999
- 13th Asian Team Chess Championship: Jodhpur 2003
- 14th Asian Team Chess Championship: Esfahan 2005
- 15th Asian Team Chess Championship: Visakhapatnam 2008
- 16th Asian Team Chess Championship: Kolkata 2009
- 17th Asian Team Chess Championship: Zaozhuang 2012
- 18th Asian Team Chess Championship: Tabriz 2014
- 19th Asian Nations Chess Cup :: Abu Dhabi 2016

### Asian Team Chess Championship (women)
- 1st Asian Team Chess Championship (women): Singapore 1995
- 2nd Asian Team Chess Championship (women): Shenyang 1999
- 3rd Asian Team Chess Championship (women): Jodhpur 2003
- 4th Asian Team Chess Championship (women): Esfahan 2005
- 5th Asian Team Chess Championship (women): Visakhapatnam 2008
- 6th Asian Team Chess Championship (women): Kolkata 2009
- 7th Asian Team Chess Championship (women): Zaozhuang 2012
- 8th Asian Women's Nations Chess Cup :: Tabriz 2014
- 9th Asian Women's Nations Chess Cup :: Abu Dhabi 2016